# Давор
Давор (хорв. Davor) — муниципалитет в Хорватии, расположенный в Бродско-Посавской жупании.

## Население

### Перепись
В 2001 году была проведена перепись населения в Хорватии, и согласно её результатам, в общине проживают 3259 человек. Из них 2513 проживают в самом одноимённом городе Давор, 746 в деревне Орубица.

### Национальный состав
По данным всё той же переписи, подавляющее большинство жителей по национальности назвали себя хорватами (3240 человек, 99,42%). Также были насчитаны три серба, болгарин и венгр. Представителем другой национальности назвал себя всего один человек, ещё двое не определились, а у 11 человек (0,34%) не удалось определить национальность.

## История
20 декабря 1895 правительство провинции Свиньяр издало указ о том, что с 1 января 1896 в провинции будет существовать муниципалитет Давор. Указ вступил в силу в назначенный срок. О происхождении названия муниципалитета до сих пор ведутся споры. Существуют по крайней мере две версии происхождения имени. По первой версии, муниципалитет и город были названы в честь древнеславянского бога Давора, бога войны. Проверить эту версию невозможно, поскольку славянское язычество в Хорватии исчезло после принятия христианства страной, а церковь даже считает подобные версии ересью. Наиболее популярной версией считается происхождение названия от поэмы Людевита Гая «Давория» (хорв. Davorija) — патриотической песни, призывавшей к пробуждению национального самосознания и пропагандировавшее единство славянских народов.

## Известные уроженцы
- Релькович, Матия Антун — писатель
- Шкворчевич, Антун — епископ
- Олич, Ивица — футболист
- Кердич, Иво — скульптор
- Иванчич, Томислав — священник